# Harold Volkmer
Harold Lee Volkmer (Jefferson City, 4 aprile 1931 – Hannibal, 16 aprile 2011) è stato un politico statunitense, membro della Camera dei Rappresentanti per lo stato del Missouri dal 1977 al 1997.

## Biografia
Nato a Jefferson City, Volkmer studiò alla Saint Louis University e si laureò in giurisprudenza all'Università del Missouri, per poi svolgere la professione di avvocato prima di entrare in politica.
Nel 1966 venne eletto all'interno della Camera dei rappresentanti del Missouri con il Partito Democratico e vi rimase per i successivi dieci anni.
Nel 1976 si candidò alla Camera dei Rappresentanti nazionale e fu eletto deputato. Negli anni successivi venne riconfermato per altri nove mandati, fin quando nel 1996 risultò sconfitto dal candidato repubblicano Kenny Hulshof, che lo aveva sfidato senza successo già due anni prima. Volkmer fu costretto quindi a lasciare il Congresso dopo vent'anni di permanenza.
Harold Volkmer morì nel 2011, a 80 anni.